# Ceratozamia euryphyllidia
Ceratozamia euryphyllidia là một loài thực vật hạt trần trong họ Zamiaceae. Loài này được Vázq.Torres, Sabato & D.W.Stev. mô tả khoa học đầu tiên năm 1986.